# David Chaussinand
David Chaussinand (né le 19 avril 1973 à Clermont-Ferrand) est un athlète français, spécialiste du lancer du marteau.

## Biographie
En 2000, David Chaussinand remporte le lancer du marteau aux championnats de France.
L'année suivante, il s'impose lors de la première édition de la Coupe d'Europe hivernale des lancers organisée à Nice, avec un lancer à 76,54 m. En septembre, il remporte initialement les Jeux méditerranéens, avant d'être disqualifié pour dopage à l'éphédrine et d'écoper d'une suspension avec sursis. Quelques mois plus tard, il est une nouvelle fois contrôlé positif, cette fois aux anabolisants, et est suspendu 3 ans. Il met alors un terme à sa carrière.
En mars 2011, David Chaussinand est interpellé par les douanes en possession de produits dopants, qu'il affirme être destinés à sa consommation personnelle.

### Palmarès
| Date | Compétition                          | Lieu    | Résultat | Performance |
| ---- | ------------------------------------ | ------- | -------- | ----------- |
| 1990 | Championnats du monde juniors        | Plovdiv | 8e       | 62,38 m     |
| 1992 | Championnats du monde juniors        | Séoul   | 4e       | 68,20 m     |
| 2000 | Jeux olympiques                      | Sydney  | 11e      | 75,26 m     |
| 2001 | Coupe d'Europe hivernale des lancers | Nice    | 1er      | 76,54 m     |
| 2001 | Jeux méditerranéens                  | Radès   | DSQ      | 79,71 m     |

### Records
| Épreuve           | Performance | Lieu      | Date         |
| ----------------- | ----------- | --------- | ------------ |
| Lancer du marteau | 80,99 m     | Rüdlingen | 19 août 2001 |